# Armenia ai XVIII Giochi olimpici invernali
L'Armenia partecipò ai XVIII Giochi olimpici invernali, svoltisi a Nagano, Giappone, dal 7 al 22 febbraio 1998, con una delegazione di 7 atleti impegnati in quattro discipline.